# Црква Светог Николе у Нишу
Црква Светог Николе у Нишу се налази у градском насељу Палилула, вредна због своје прошлости. Предање казује да је црква Св. Николе шест пута мењала хришћанску или муслиманску намену. Црква као значајни сведок историје има статус споменика културе.

## Изградња и историја
Садашња црква изграђена је 1863. године као џамија, да би деценију и по касније, 1878, била преправљена у цркву посвећену Светом Николи. Међутим, на овом месту крај садашње, подигнута је још 1722. године првобитна црква Св. Николе, такође, деценију и по касније, 1737, преобраћена, али у џамију. Сачувана спомен - плоча са старе цркве Св. Николе, сада уграђена у капелу изграђену над њеним остацима, потврђује да се црква Св. Николе „сазда“, „в лето 1722“. Те године је захваљујући залагању епископа Јоаникијa I и прилозима виђенијих нишлија храм поново сазидан. Пре градње садашње цркве ту је постајала такође црква која је до темеља порушена 1386. године након што је туркса војска под вођством Мурата I освојила Ниш. 
Првобитна црква Светог Николе је изграђена након обнове Пећке патријаршије, могуће већ почетком 17. века. Највероватније је саграђена на темељима старије византијске цркве Светог Прокопија из 11. века где су се и чувале мошти овог палестинског мученика. За време османских освајања мошти су пренете у суседни град, који је касније по њему и добио име Прокупље. Првобитна црква Светог Николе у Нишу је спаљена 1690. године. Године 1722. обновио је је митрополит Јоаникије.
Цркву су из темеља подигли хришћани Ниша, у време митроплита Јоаникија ( око 1709 - 1734), чије се седиште, зграда митрополије, налазила покрај цркве. Убележена је са црквом Св. Николе у аустријске планове Ниша 1737. г. Новац за изградњу цркве позајмњен је од нишког трговца, грчког порекла, Димитрија Костуранина, који се у каснијим турским изворима помиње као Смаил пашин терзи баша - Мина од Костура. Живопис цркве урађен је средствима архимандрита Серафиона. Феликс Каниц, аустријски путописац, је 1860, видевши тај живопис испод креча, указао на његову велику старост.
После краткотрајне аустријске окупације Ниша 1737. и обнове турске власти у њему, црква Св. Николе преправљена је у џамију. Октобра 1737. г. постала је задужбина великог везира Јеген Мехмед паше, а називана је и Фетија - победничка џамија и Килиса (црква) - џамија. Поред цркве су подигли и минарет. Како се џамија налазила изван градског бедема, где је живео хришћански живаљ, Турци су настојали да напуштена српска имања, после повлачења Аустријанаца, населе турским живљем. У томе нису успели, те је Фетије џамија била запуштена, а Каниц је 1860. видео у рушевинама.
Када су изгубили власт 1862. г. у Београду, Турци су се досељавали у Ниш, у Палилулу, што је поново убрзало изградњу џамије. Митхад паша је 1863. одинег изградио нову џамију, порушивши стару, дограђену изнад цркве Св. Николе, искористивши материјал. После ослобођења Ниша, 1878, џамија је преправљена у цркву. Порушено је минарет и начињен звоник, а унутрашњост џамије преобраћена је у цркву. 1879. године, након ослобођења Ниша, црква је освештана на дан Св. цара Константина и царице Јелене од стране нишког Епископа Деда Виктора Хиландарца.То је време када је постављен иконостас, а храм добио завидан број икона, рад Илије Димитријевића. Године 1926. дозидан је звоник, а цела грађевина попримила обрисе хришћанског храма.
Црква Св. Николе је 1926. г. генерално обновљена, задржавши и даље неке карактеристике муслиманске орманентике у апсидалном делу.
Најновија реконструкција Цркве Св. Николе догодила се 2015. године. Ова реконструкција огледала се дотрајалим зидинама самог спољњег зида ограде Цркве. Као што је забележено, дотрајале зидине ограде према фронту Улице кренуле су да се урушавају још 2012. године. Према речима оца Раше, старешине Светиниколске цркве зидана ограда је саграђена после ослобођења Ниша од Турака 1876. Читав комплекс под заштитом је државе.Тада је и забележено да се реконструкција мора одрадити комплет тако што ће се првобитне зидине срушити до темеља и подићи нове. То је и урађено пролећа 2015. године. средствима из буџета Града Ниша.